# Lorenzo Leuzzi
Mons. Lorenzo Leuzzi (25. září 1955, Trani) je italský katolický duchovní a biskup.

## Život
Narodil se 25. září 1955 v Trani. Na kněze byl vysvěcen 2. června 1984 pro diecézi Řím Ugem Polettim v katedrále v Trani. Vystudoval medicínu v Bari a formaci kněžstí dokončil v Římském papežském kněžském semináři. V roce 1998 se stal v rámci vikariátu Řím zodpovědným za pastoraci na univerzitách. Roku 2010 byl jmenován rektorem Kostela Svatého Řehoře Naziánského v Montecitorio a kaplanem poslanecké sněmovny.
Dne 31. ledna 2012 byl ustanoven pomocným biskupem diecéze Řím a titulárním biskupem Novigradským. Biskupské svěcení získal 14. dubna 2012 z rukou Agostina Valliniho a spolusvětiteli byli Giovanni Battista Pichierri arcibiskup Trani-Barletta-Bisceglie a Vincenzo Paglia biskup Terni-Narni-Amelia. Dne 23. listopadu 2017 byl ustanoven biskupem Teramo-Atri.